# Gli occhi della libertà/Gli occhi della libertà (strumentale)
Gli occhi della libertà/Gli occhi della libertà (strumentale) è il quinto 45 giri della cantante italiana Cristina Zavalloni, il secondo (e ultimo) della sua adolescenza, pubblicato dalla  Fonit Cetra (catalogo SP 1854) nel 1987.

## Il brano
Il brano – tratto dalla colonna sonora del film Il coraggio di parlare – è composto, arrangiato e orchestrato da Paolo Zavallone, conosciuto anche come El Pasador; l'autore del testo è Giulio Rapetti, noto con lo pseudonimo Mogol.
Sul lato B è incisa la versione strumentale.

## Tracce

### Lato A
1. Gli occhi della libertà – 4:04

### Lato B
1. Gli occhi della libertà (strumentale) – 4:04

## Staff artistico
- Cristina Zavalloni – voce
- Paolo Zavallone – direzione orchestrale